# Geórgios Babiniótis
Geórgios Babiniótis (en griego: Γεώργιος Μπαμπινιώτης) (6 de enero de 1939- ) es un lingüista y filólogo griego, y profesor de la Universidad de Atenas. Ha sido ministro de Educación, Aprendizaje Permanente y Asuntos Religiosos y rector de la Universidad de Atenas, y es especialmente conocido entre los griegos por su diccionario monolingüe de griego moderno, publicado en 1998.

## Vida
Babiniotis nació en Atenas. Estudió Filología en la Facultad de Filosofía y Letras de la Universidad de Atenas y se graduó en 1962, continuando sus estudios en Grecia y en Alemania. Antes de cumplir los treinta y cinco años se convirtió en profesor numerario de Lingüística en el departamento de Filología de la Universidad de Atenas, del que fue elegido director en 1991. En 2000 fue elegido rector de la Universidad, puesto que mantuvo hasta 2006.
En la actualidad es el presidente de la Sociedad Para la Promoción de la Educación de las Escuelas Arsakis y Tositsas, presidente de la Fundación para la Cultura Griega y presidente de la Sociedad Lingüística de Atenas. En 2009 fue designado jefe del Consejo de Educación Primaria y Secundaria y comenzó el diálogo sobre los cambios en el bachillerato y el sistema de exámenes de acceso a las instituciones superiores.
Es un asiduo articulista del periódico To Vima y ha sido redactor de programas televisivos en la Televisión Nacional griega. Dirige el Centro de Lexicología, que en 1998 publicó el «Diccionario de la lengua griega moderna», el cual fue un éxito editorial.
El 6 de marzo de 2012, en el marco de la reforma del gobierno de Lucás Papadimos, se hizo público su nombramiento como ministro de Educación, Aprendizaje Permanente y Asuntos Religiosos, puesto en el que permaneció hasta el 17 de mayo de 2012.

## Obra
- Γλωσσολογικές σχολές, ευρωπαϊκός και αμερικανικός δομισμός [Escuelas lingüísticas y estructuralismo europeo y americano], Atenas, ed. Elinicá Grámata, 1985.
- Εισαγωγή στη σημασιολογία [Introducción a la semasiología], Atenas, ed. Elinicá Grámata, 1985.
- Ιστορική γραμματική της αρχαίας ελληνικής γλώσσας [Gramática histórica del griego antiguo], Atenas, ed. Elinicá Grámata, 1985.
- Γλωσσολογία και λογοτεχνία [Lingüística y literatura], Atenas, ed. Elinicá Grámata, 1991.
- Ελληνική γλώσσα [Lengua griega], Atenas, ed. Gutenberg, 1994.
- Παιδεία, εκπαίδευση και γλώσσα [Educación, enseñanza y lengua], Atenas, ed. Gutenberg, 1994.
- Προβληματισμοί και επισημάνσεις [Reflexiones y notas], Atenas, ed. Sideris I., 1997.
- Γραμματική της νέας ελληνικής [Gramática del griego moderno], Atenas, ed. Elinicá Grámata, 1998.
- Θεωρητική γλωσσολογία [Lingüística teórica], Atenas, ed. Idiotikí Écdosi, 1998.
- Λεξικό της νέας ελληνικής γλώσσας [Diccionario de la lengua griega moderna], Atenas, Centro de Lexicología, 1998.
- Συνοπτική ιστορία της ελληνικής γλώσσας [Breve historia de la lengua griega], Atenas, ed. Elinicá Grámata, 1998.
- Γραμματική της νέας ελληνικής [Gramática del griego moderno], Atenas, ed. Elinicá Grámata, 1999.
- Η γλώσσα ως αξία [La lengua como valor], Atenas, Atenas, ed. Gutenberg, 1999.
- Γραμματική και σύνταξη. Δομές και λειτουργίες της γλώσσας [Gramática y sintaxis. Estructura y funcionamiento de la lengua], Atenas, ed. Elinicá Grámata, 2000.
- Εμπλουτισμός του λεξιλογίου [Enriquecimiento del léxico], Atenas, ed. Elinicá Grámata, 2000.
- Κείμενο – επικοινωνία. Πως γράφουμε και πως κατανοούμε τα κείμενα [Texto-comunicación. Cómo escribimos y cómo comprendemos los textos] Atenas, ed. Elinicá Grámata, 2000.
- Λεξικό για το σχολείο και το γραφείο [Diccionario para el colegio y la oficina], Atenas, Centro de Lexicología, 2004.
- Μικρό λεξικό της νέας ελληνικής γλώσσας [Breve diccionario del griego moderno], Atenas, Centro de Lexicología, 2006.
- Βαρβάκειος πρότυπος σχολή [Escuela modelo Varvakis], Atenas, ed. Cactos, 2007.
- Συνοπτική γραμματική της νέας ελληνικής [Gramática concisa del griego moderno], Atenas, ed. Elinicá Grámata, 2007.
- Χριστιανική και ελληνική πνευματικότητα [Espiritualidad cristiana y griega], Atenas, ed. Acritas, 2007.
- Ορθογραφικό λεξικό της νέας ελληνικής γλώσσας [Diccionario ortográfico del griego moderno], Atenas, Centro de Lexicología, 2008.
- Ετυμολογογικό λεξικό της νέας ελληνικής γλώσσας [Diccionario etimológico del griego moderno], Atenas, Centro de Lexicología, 2009.
- Λεξικό των δυσκολιών και των Λαθών στη χρήση της Ελληνικής [Diccionario de dificultades y errores en el uso del griego], Atenas, Centro de Lexicología, 2014.